# Imaculada
Imaculada est une ville brésilienne de l'ouest de l'État de la Paraíba.
Sa population était estimée à 11 451 habitants en 2007. La municipalité s'étend sur 399 km2.